# Punaoja
Punaoja är ett vattendrag i sydvästra Estland. Det ligger i landskapet Pärnumaa, 110 km söder om huvudstaden Tallinn. Den är 13 km lång och är en östlig biflod till Paadrema jõgi.